# Punta Gorda (Montevideo)
Punta Gorda - barrio (sąsiedztwo lub dzielnica) miasta Montevideo, stolicy Urugwaju. Położone jest w południowo-wschodniej części miasta, nad wybrzeżem estuarium La Platy. Graniczy z Malvín na zachodzie, Las Canteras na północnym zachodzie oraz z Carrasco i Carrasco Norte na północnym wschodzie. Przebiegająca tędy Rambla de Montevideo nosi nazwy Rambla O'Higgins oraz Rambla República de Méjico.

## Galeria

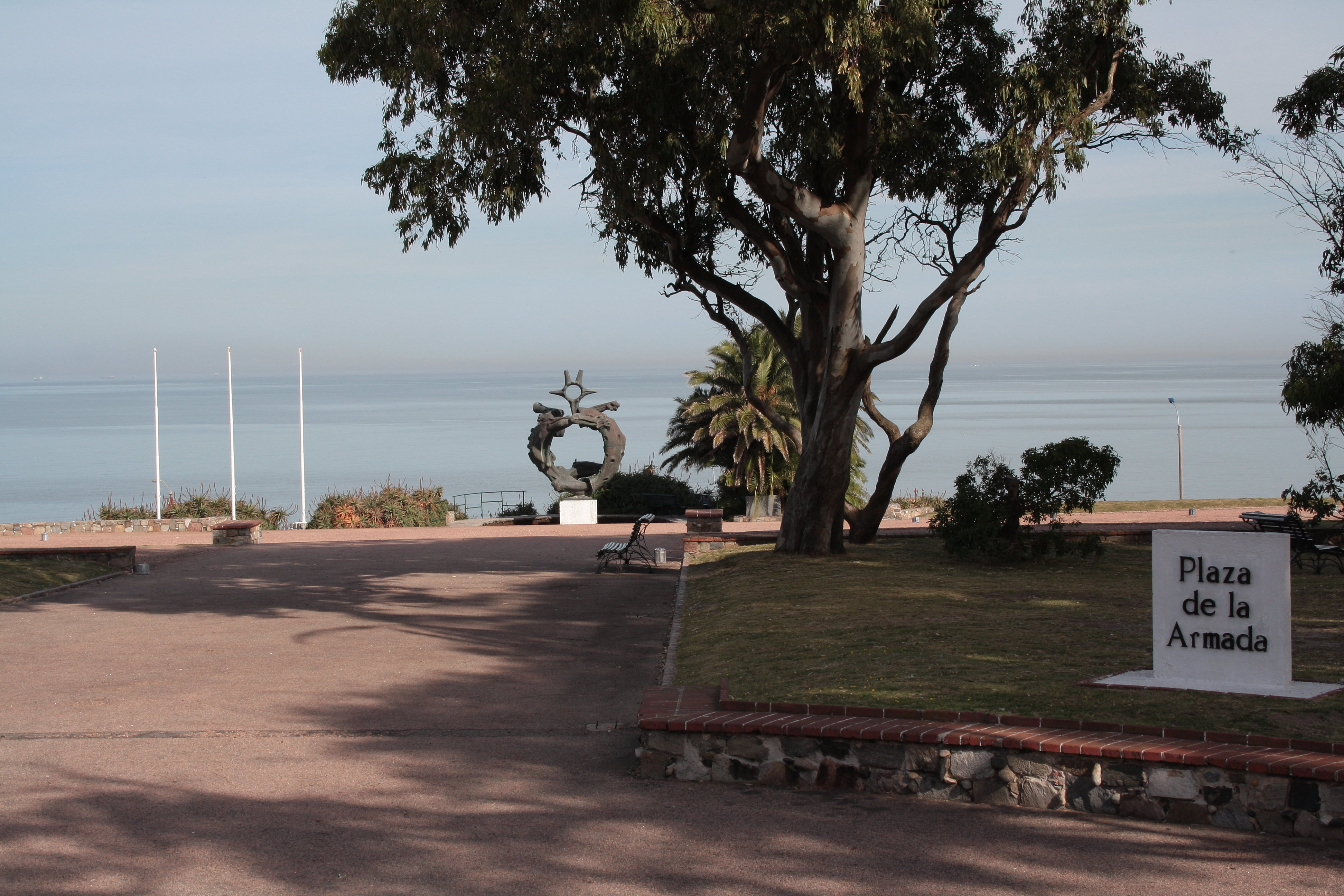
Skwer i plaża Plaza Virgillo
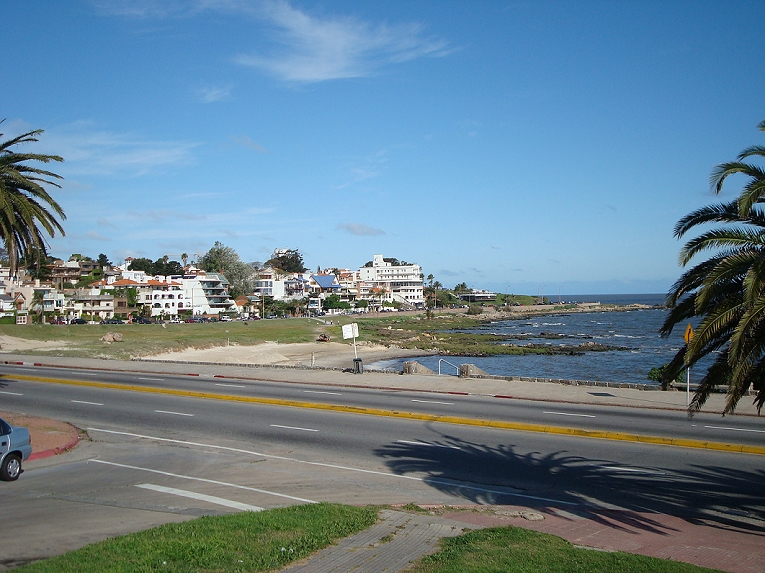
Rambla w Punta Gorda
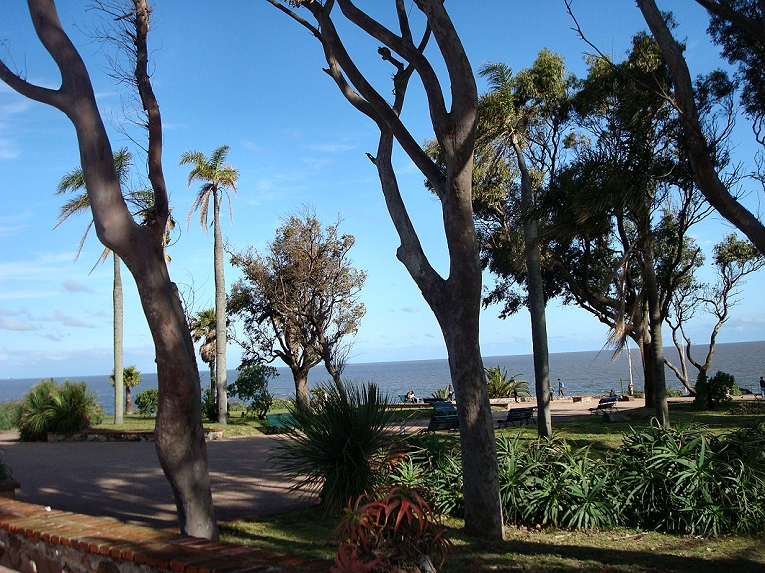
Plaza de la Amanda